# Divide (Kolorado)
Divide – jednostka osadnicza w Stanach Zjednoczonych, w stanie Kolorado, w hrabstwie Teller.